# Kloster Pelplin
Das Kloster Pelplin (historisch Polplin) ist ein ehemaliges Zisterzienserkloster in der Stadt Pelplin südlich von Danzig in Polen. Es bestand von 1258/76 bis 1823. Die Kirche ist heute die katholische Kathedrale Mariä Himmelfahrt. Teile der Klostergebäude sind erhalten.

## Geschichte
Herzog Sambor II. von Pommerellen gründete 1258 ein Kloster der Zisterzienser in Pogutken als ein Tochterkloster des Klosters Doberan aus Mecklenburg. Es war das dritte des Ordens im Herzogtum Pommerellen nach dem Mönchskloster Oliva und dem Nonnenkloster Zarnowitz. Im Jahr 1276 bezog es seinen heutigen Standort in Pelplin.
Am 5. März 1823 hob die preußische Regierung das katholische Kloster auf. Seit 1824 ist die Kirche Kathedrale des Bistums Kulm, seit 1992 Bistum Pelplin. Im Jahr 1829 erhielt das Priesterseminar aus Culm im ehemaligen Klostergebäude seinen neuen Sitz, später auch ein bischöfliches Gymnasium. Anfang des 20. Jahrhunderts wurden Teile der Gebäude zugunsten von Neubauten für das Priesterseminar abgerissen. Papst Paul VI. erhob 1965 die Kirche in den Rang einer Basilica minor. 2014 wurde die Anlage zum Pomnik historii (Geschichtsdenkmal) erklärt.
Die Kirche und Teile der Klosteranlage sind zu besichtigen, in einem Gebäude befindet sich weiterhin das Priesterseminar.

### Äbte
- 1276–1282 Werner
- 1282–1292 Johannes von Bischewo
- 1292–1305 Heinrich von Hadersleben
- 1305–1316 Gottfried von Elbing
- 1316–1323 Heinrich von Stargard
- 1323–1328 Jordan
- 1328–1331 Albert
- 1331–1354 Eberhard von Elbing
- 1354–1368 Matthias
- 1368–1386 Peter von Roggow
- 1386–1402 Johann Langnau
- 1402–1437 Peter Hönigfeld
- 1437–1440 Peter Belschitz
- 1440–1447 Nikolaus Engelke
- 1447–1462 Andreas von Rosenau
- 1462–1464 Johann Warnau
- 1464–1471 Paul von Züllen
- 1471–1475 Sanderus
- 1475–1490 Paul von Züllen
- 1490–1502 Michael Fischau
- 1502–1505 Georg Neuburg
- 1505–1522 Bartholomaeus
- 1522–1542 Andreas Stenort
- 1542–1555 Jodokus Krohn
- 1555–1557 Simon
- 1557–1563 Stanislaus von Zelislaw-Zelislawski
- 1563–1590 Leonhard von Rembowski I.[3]
- 1590–1592 Christoph von Klinski
- 1592–1610 Nikolaus Kostka von Stangenberg
- 1610–1618 Feliks von Koß
- 1618–1649 Leonhard von Rembowski II.[3]
- 1649–1662 Johann Karl von Czarlinski
- 1662–1673 Georg Michael von Ciecholewski
- 1673–1678 Alexander Ludwig Wolff von Lüdinghausen
- 1679–1688 Ludwig Alexander von Los
- 1688–1702 Georg von Habdank-Skoroszewski
- 1702–1730 Thomas Franz von Czapski
- 1730–1736 Valentin Alexander von Czapski
- 1736–1747 Adalbert Stanislaus Heselicht von Leski
- 1747–1751 Ignatius Franciscus von Czapski
- 1751–1759 Hieronymus Stephanus von Turno
- 1759–1766 Isidor Bartholomaeus Karasiewicz von Tokarzewski
- 1766–1779 Florian Andreas Gotartowski
- 1779–1795 Karl Johann Reichsgraf von Hohenzollern
- 1795–1814 Franz Xaver Graf von Werbno Rydzynski

## Kathedrale Mariä Himmelfahrt

### Architektur

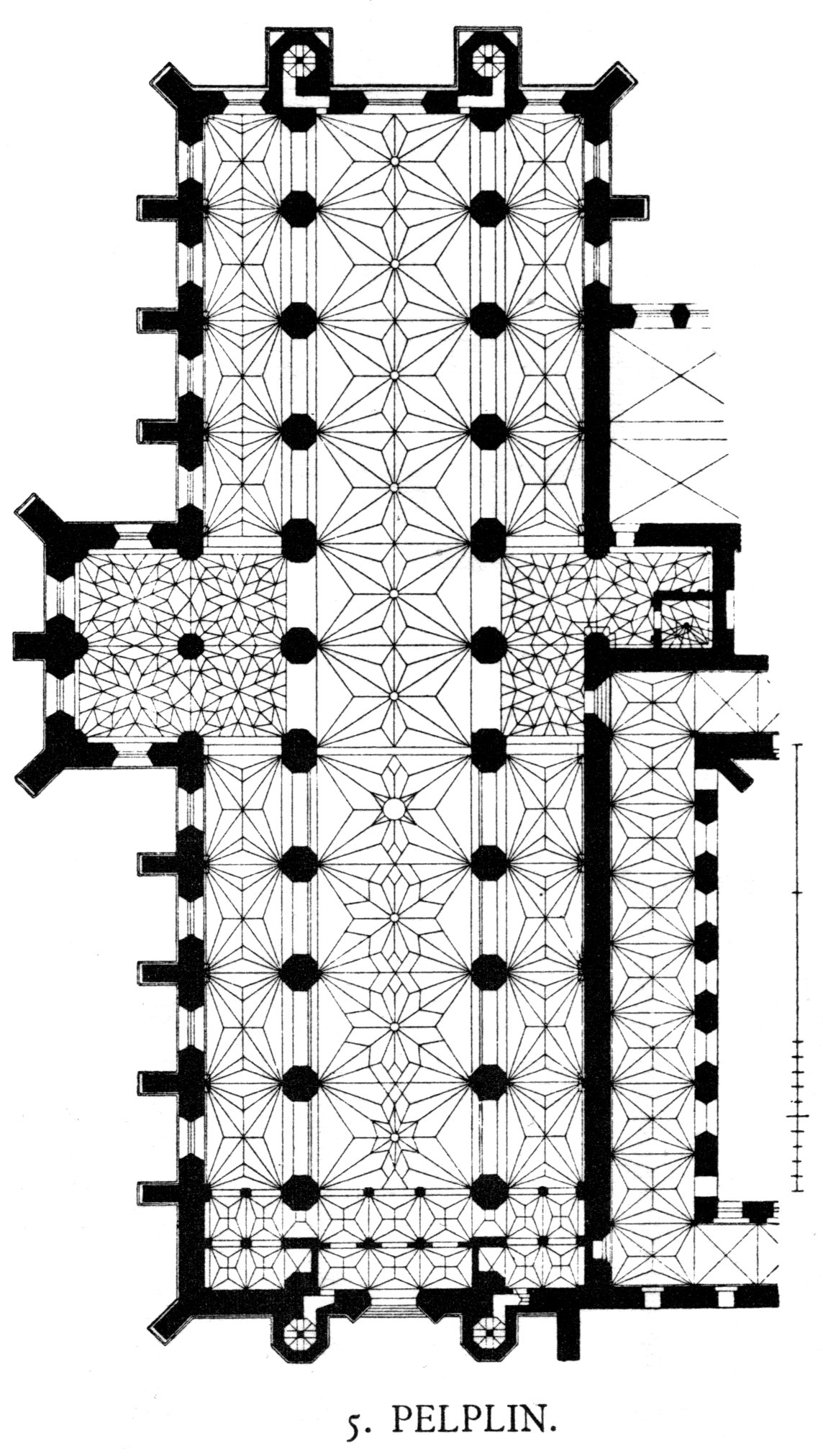
Grundriss

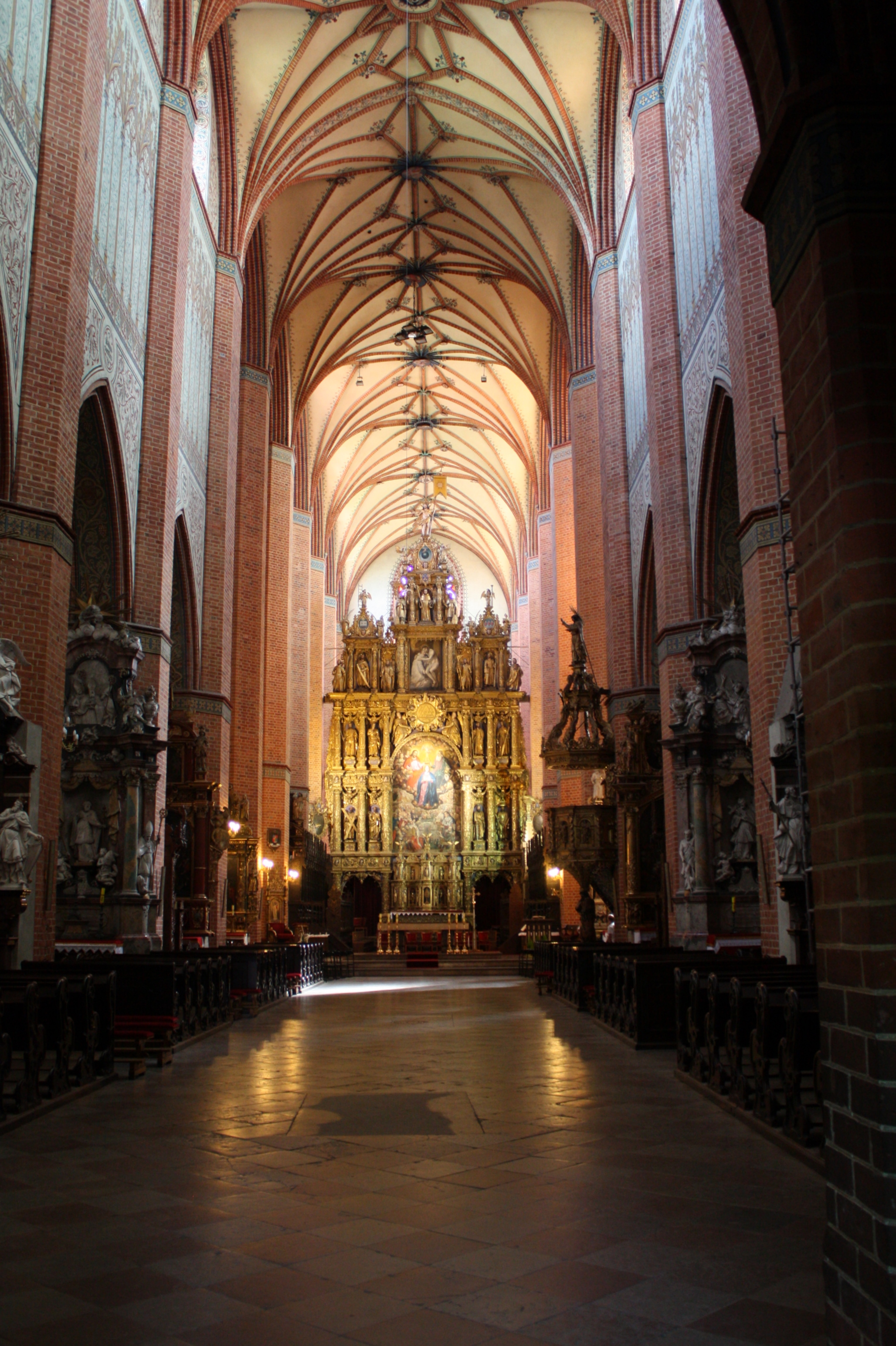
Das Kircheninnere

Im Jahr 1289 begann der Bau der Kirche im Stil der Backsteingotik (Länge 80 m, Höhe 26 m). Die Kirche war 1323 fertiggestellt, die Gewölbe jedoch erst 1557. Sie ist eine kreuzförmige, dreischiffige Basilika auf fast symmetrischem Grundriss, auf halber Länge durch ein zweischiffiges Querhaus geteilt. Der Chor ist gerade geschlossen. Über der Vierung thront ein barocker Dachreiter.

### Innenausstattung
Die von 1894 bis 1899 restaurierte Ausstattung (Kanzel 1682, Orgel 1677 bis 1680, der große Hauptaltar 1623 bis 1628, Altar- und andere Gemälde von Andreas Stech) entstammt überwiegend der Barockzeit (weitere Angaben im Ortsartikel Pelplin).

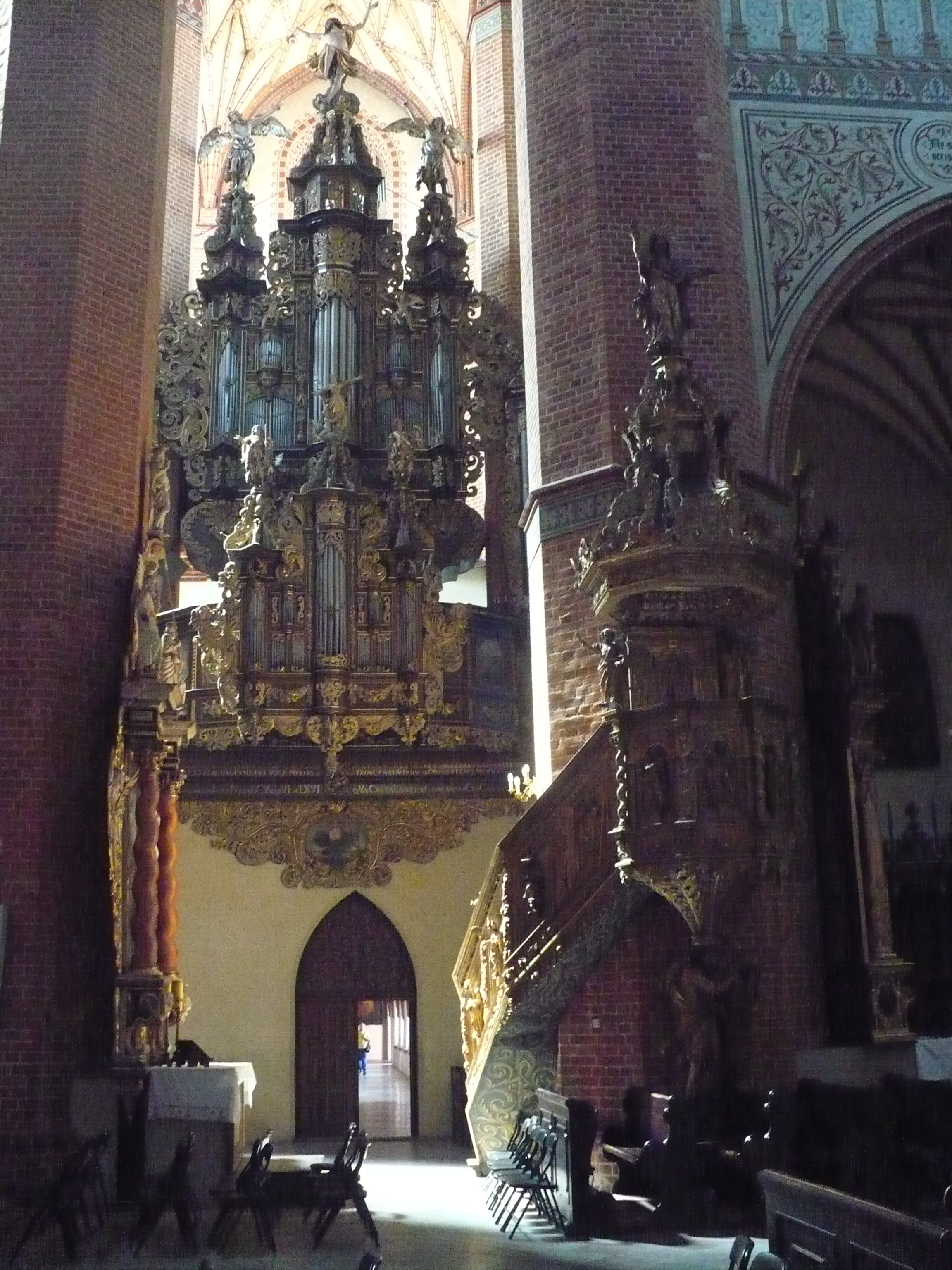
Seitenorgel über dem Südeingang

Die Seitenorgel über dem Südeingang befindet sich in einem Prospekt von 1677/80, der zu den ältesten erhaltenen in Polen zählt. Das Instrument wurde 2003 nach historischen Vorlagen rekonstruiert. Die Hauptorgel baute 1844/45 Carl August Buchholz aus Berlin. Sie gehört nach Erweiterungen mit 72 Registern zu den größten im nördlichen Polen.
Das wertvolle vierstimmige Geläut im Dachreiter ist komplett historisch.
| Nr. | Gussjahr | Gießer, Gussort                      | Masse (kg) | Nominal (HT-1/16) |
| --- | -------- | ------------------------------------ | ---------- | ----------------- |
| 1   | 1751     | Johann Gottfried Anthony, Danzig     | ca. 580    | gis1              |
| 2   | 1861     | Heinrich Philipp Liebold, Gnadenfeld | ca. 350    | h1                |
| 3   | 1717     | Michael Wittwerck, Danzig            | ca. 190    | cis2              |
| 4   | 14. Jh.  | unbezeichneter Gießer                | ca. 150    | e2                |

## Klausur und Klostergebäude

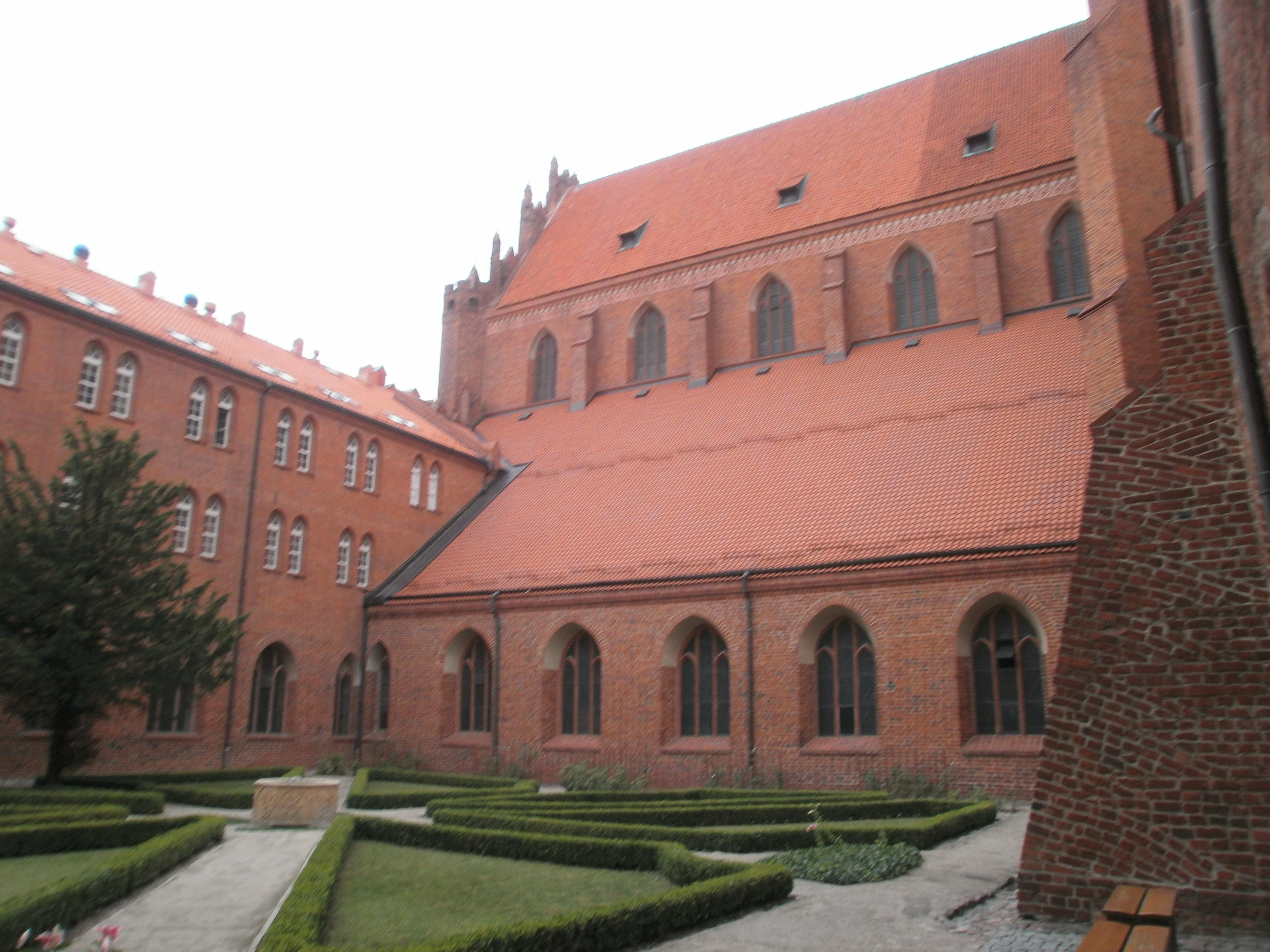
Kreuzgang

Die Klausurgebäude liegen südlich der Kirche. Die Nordostecke des Kreuzgangs beansprucht das südwestliche Joch des südlichen Querschiffs. 
In einem Gebäude befindet sich das katholische Priesterseminar Pelplin, in dessen Bibliothek sich eine der 49 noch existierenden Exemplare der Gutenberg-Bibel befindet.